# Strovolos
Strovolos (en griego: Στρόβολος) es un municipio del Distrito de Nicosia. Con una población de casi 70.000 habitantes, es el segundo municipio más grande de Chipre, después de Limasol y el mayor municipio en el área de Nicosia. Fue creado en 1986.
Strovolos ahora es una ciudad que abarca 25 kilómetros cuadrados, dividida en seis parroquias: Chryseleousa, Ayios Demetrios, Apostolos Varnavas-Ayia Marina, Ayios Vasilios, Ethnomartyras Kyprianos y Stavros.

## Historia
El nombre de Strovolos se dice que procede de la palabra griega "strovilos" (Στρόβιλος), que significa remolino o tornado. Hay referencias a Strovolos o Strovilos ya en la Edad Media por parte del cronista medieval Leoncio Maqueras y de Florio Boustronius un poco más tarde. Según estas fuentes, era un campo real durante los años del gobierno franco. Una figura importante y definitiva en la historia de Strovolos fue el mártir nacional, Arzobispo Kyprianos, que antes de la Revolución de 1821 en Grecia, contribuyó en gran medida a la preservación del espíritu griego y el cristianismo. Los turcos ahorcaron al Arzobispo y otros sumos sacerdotes y dignatarios de Chipre el 9 de julio de 1821.

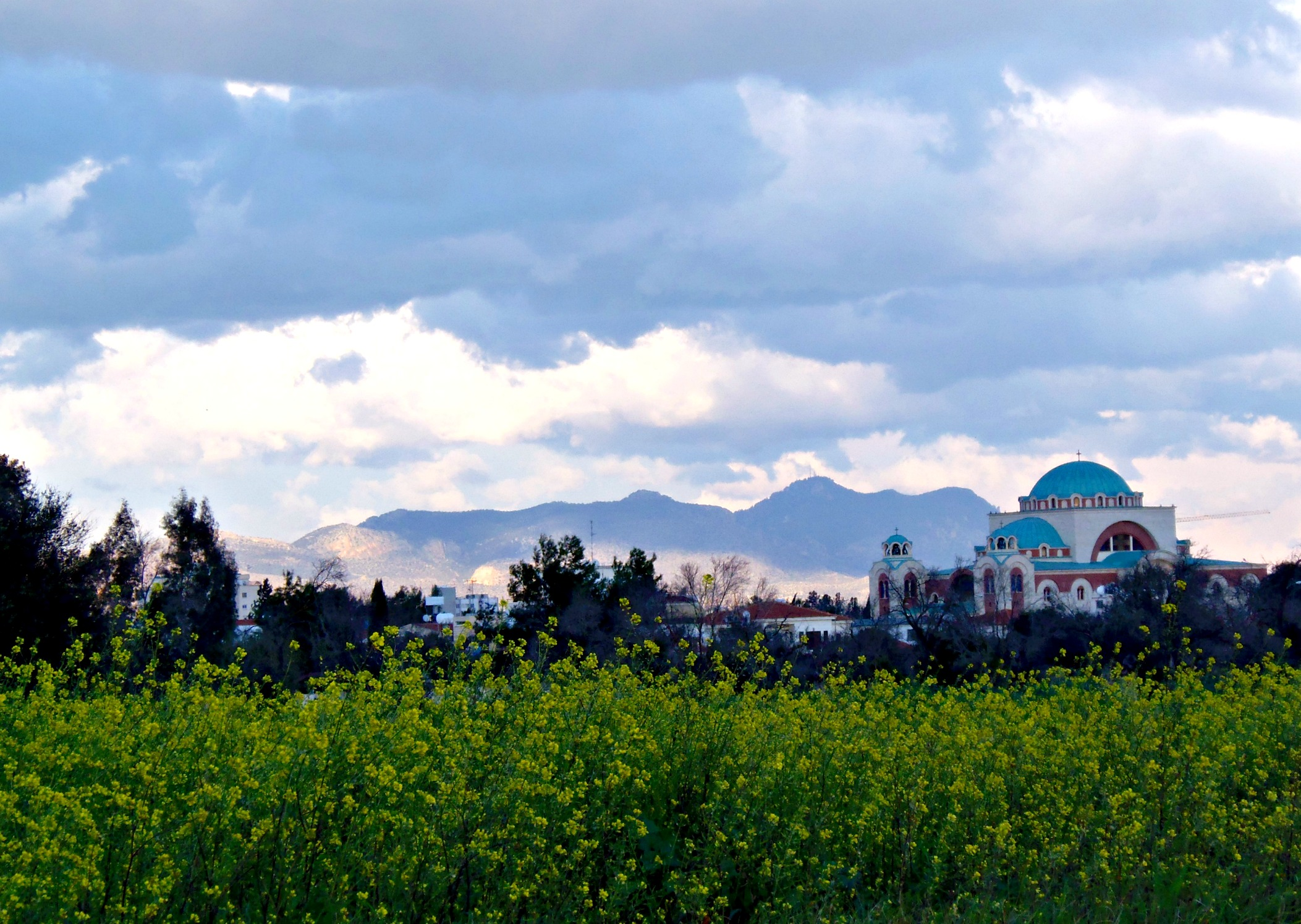
Iglesia de Ayia Sophia

Strovolos creció hasta el presente después de los acontecimientos de 1974, cuando Turquía invadió Chipre y ocupó el 38% del territorio de la isla. Esto llevó a que se asentaran muchos refugiados en el Municipio.
Desde esa fecha fue creada una gran área industrial y las áreas de servicios y las manufacturas han experimentado un gran desarrollo.
La parroquia de Chryseleousa lleva el nombre de la iglesia ortodoxa griega del mismo nombre que fue construida durante el siglo XII.

## Medio Ambiente
Se han creado zonas verdes para el entretenimiento de los ciudadanos, los parques embellecen y transforman toda la zona. Más de 100 se han creado en el municipio de Strovolos. Hoy hay 42 áreas verdes organizadas con anfiteatros, lagos, fuentes y sitios de juegos. La Vía verde del río Strovolos se ha mejorado en los últimos años y ahora es uno de los lugares más populares para caminar, correr y montar en bicicleta. Empieza detrás del parque del Teatro Municipal y acaba en la presa de Tamassos.

## Servicios sociales
El Municipio de Strovolos también ha desempeñado un papel pionero en otras áreas como los servicios sociales con el establecimiento de un centro para la tercera edad en el que personas preparadas cuidan a las personas mayores. También se han creado clubes de jóvenes para el divertimento y educación de los niños de primaria. Además, la Municipalidad de Strovolos ha establecido un Centro de Asistencia que ofrece servicios gratuitos sobre temas de salud mental, de sustancias adictivas, el matrimonio, la familia, etc. También organiza diferentes actividades para un apoyo financiero a los más necesitados. En Navidad, Año Nuevo y Pascua, el Alcalde y los miembros del Consejo Municipal visitan las instituciones caritativas de Strovolos y reparten regalos y dulces. En el Área de Salud, entre otras cosas, se ha puesto en marcha un programa completo de medicina preventiva, para los alumnos de escuelas primarias y secundarias.

## Educación, cultura y deporte

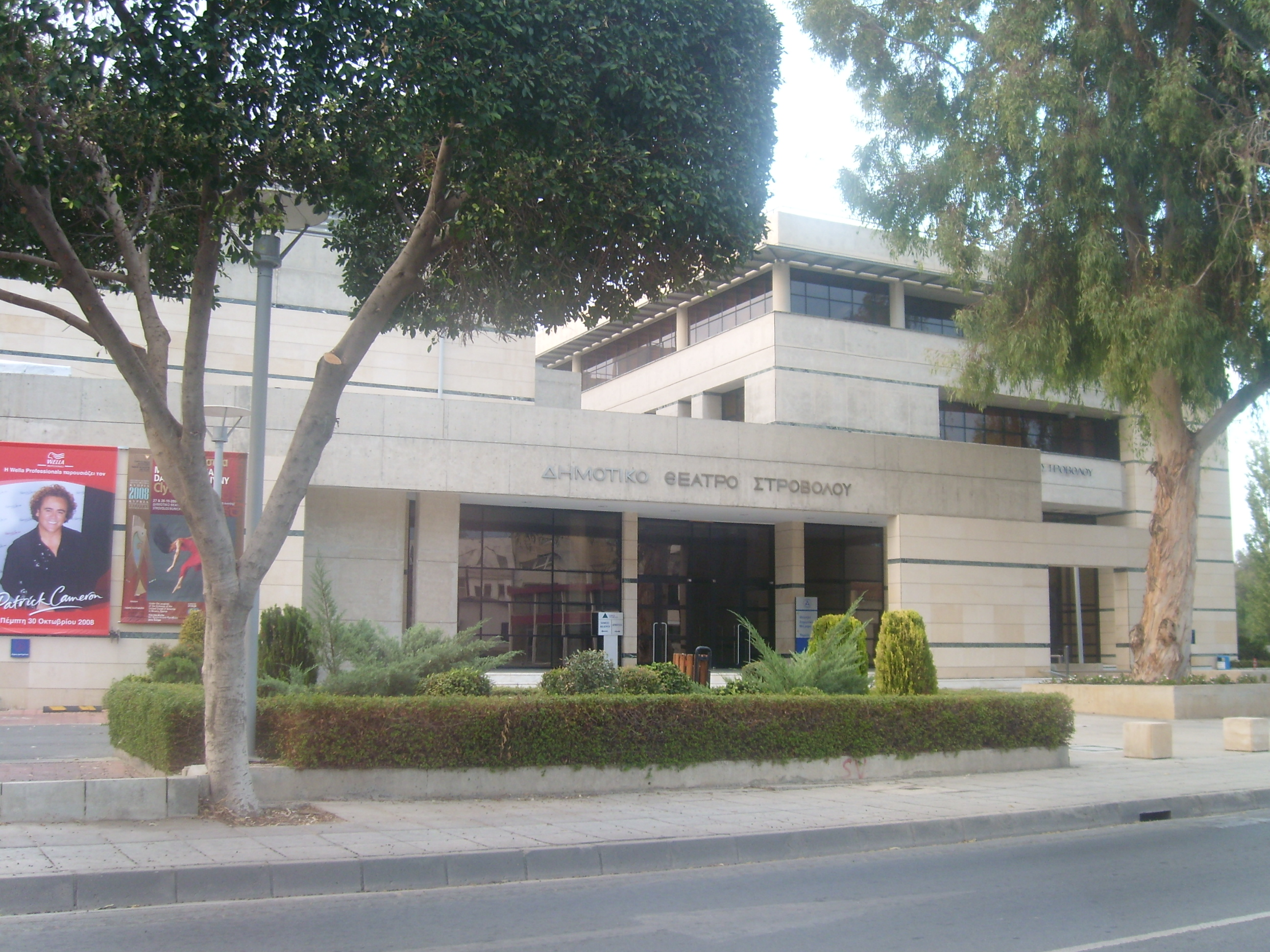
Teatro Municipal

El municipio de Strovolos tiene varias escuelas primarias y un Instituto de Secundaria. Hay dos escuelas privadas en la zona.
El Municipio de Strovolos ha prestado una gran atención a la Cultura desde su creación. Se inauguró una Biblioteca Municipal así como un Museo Geográfico, un Coro Municipal, un coro de niños, talleres infantiles de teatro y un Club de Fotografía. El Salón de la Música y el Teatro está en funcionamiento desde 2003, una construcción que constituye un gran paso en la historia de la cultura contemporánea y que cubre un gran vacío de la vida cultural de Strovolos y de Chipre en general.
Para el fomento del atletismo, un deporte en el que el Municipio de Strovolos tiene una larga tradición, el municipio creó el Centro Municipal de Atletismo en el que, entre otras instalaciones, hay un campo de fútbol, campos de futbito y pistas de tenis.

## Relaciones internacionales

### Ciudades hermanadas
Strovolos está hermanada con:
- Veria, Grecia (desde 1993)
- Ialisos, (Rodas) Grecia
- Bucarest, Rumanía
- Teramo, Italia